# 威家镇
威家镇，是中华人民共和国江西省九江市濂溪区下辖的一个乡镇级行政单位。

## 行政区划
威家镇下辖以下地区：
威家集镇社区、威家村、新华村、星德村、九星村和积余村。